# تاريخ بولندا (1918-1939)
يشمل تاريخ بولندا خلال فترة ما بين الحربين فترة إحياء الدولة البولندية المستقلة عام 1918 حتى غزو ألمانيا النازية لبولندا من جهة الغرب عام 1939 في بداية الحرب العالمية الثانية والتي تبعها غزو الاتحاد السوفيتي لبولندا من جهة الشرق بعد أسبوعين. تُعرف فترة سيادة بولندا في الفترة ما بين الحربين العالميتين بفترة ما بين الحربين.
عادت بولندا للظهور في نوفمبر 1918 بعد أكثر من قرن من تقاسمها بين الإمبراطوريات النمساوية-المجرية والألمانية والروسية. أكدت القوى المنتصرة على استقلال بولندا من خلال معاهدة فيرساي في يونيو 1919، وضُمنت معظم المنطقة من خلال سلسلة من حروب الحدود خاضتها بولندا بين عامي 1918 و1921. استقرت حدود بولندا عام 1922 ونالت الاعتراف الدولي عام 1923. كان المشهد السياسي البولندي ديمقراطيًا ولكن الفوضى تعمه حتى استولى يوزف بيوسودسكي (1867-1935) على السلطة في مايو 1926 وانتهت الديمقراطية حينها. أدت سياسة الإصلاح الزراعي إلى إعادة توزيع الأراضي على الفلاحين وسجلت الدولة نموًا اقتصاديًا ضخمًا بين 1921 و1939. يتألف ثلث السكان من أقليات -أوكرانيين ويهود وبيلاروس وألمان- والذين كانوا معادين لوجود الدولة البولندية بسبب نقص الامتيازات أو كانوا يعانون من التمييز ضدهم خصوصًا في حالة الأوكرانيين والبيلاروس الذين واجهوا سياسة البولَنَة. كان هناك معاهدات تدعي حمايتهم لكن الحكومة في وارسو لم تكن مهتمة بتنفيذها.

## سنوات التكوين (1918-1921)
روج رومان دموفسكي وإغناسي بادروفسكي بنجاح لاستقلال بولندا عند الحلفاء في باريس. وضع الرئيس الأمريكي وودرو ويلسون استقلال بولندا كهدف للحرب في مبادئه الأربعة عشر، ووافق الحلفاء على هذا الهدف في ربيع عام 1918. كجزء من بنود الهدنة المفروضة على الألمان، كان على جميع القوات الألمانية الانسحاب من بولندا وبقية المناطق المحتلة. لذا وبعد انتهاء الحرب، أعاد الألمان بيوسودسكي تحت الاعتقال إلى وارسو. في الحادي عشر من نوفمبر 1918، استولى بيوسودسكي على السلطة من الحكومة التابعة التي وضعها الألمان. ترأس إغناسي دازينسكي حكومةً في لوبلين لفترة قصيرة من السادس من نوفمبر، لكن بيوسودسكي كان له هيبة ساحقة في هذه النقطة. اعترف دازينسكي وقادة بولنديون آخرون به قائدًا للجيش وبالتالي قائدًا لما عُرف بجمهورية بولندا. اتبعت ألمانيا المهزومة بنود الهدنة وسحبت قواتها. أصبح يدزي موراكفيسكي أول رئيس وزراء (في نوفمبر 1918) وترأس دموفسكي أكبر حزب.
منذ نشأتها، خاضت الدولة البولندية حروبًا لتأمين حدودها. كانت الدولة قروية وفقيرة؛ كانت المناطق الأغنى موجودة في المناطق الألمانية السابقة في الغرب. تدرج التحول للتصنيع ببطء ورُوج له في منتصف ثلاثينيات القرن العشرين مع تطوير المنطقة الصناعية المركزية.

### الحدود
أراد معظم القادة البولنديين في تلك الفترة إنشاء دولة بولندية أكبر. تضمنت إحدى الخطط المثالية، التي يعود تاريخها إلى مؤتمر باريس للسلام، دمج شرق بروسيا ومدينة كونيغسبرغ الألمانية التي وُضعت في اتحاد جمركي مع بولندا. في ذات الوقت، لم تكن الحدود الدقيقة للكومنولث البولندي الليتواني السابق مرغوبةً، رغم ذكرها كمناورة افتتاحية من قبل رومان دموسكي. كانت الإمبراطورية الروسية تسيطر على جزء كبير من هذه الأرض منذ تقاسم بولندا وكفاح سكانها لإنشاء دولهم الخاصة (مثل أوكرانيا وبيلاروس ودول البلطيق: ليتوانيا ولاتفيا وإستونيا). لم تهدف القيادة البولندية لإعادة الأمة إلى حدودها في القرن السابع عشر. تباينت الآراء بين السياسيين البولنديين حول مقدار الأراضي التي يجب أن تحتوي عليها الدولة الجديدة بقيادة بولندا والشكل الذي يجب أن تتخذه. دعا جوزيف بيوسودسكي إلى اتحاد ديمقراطي بقيادة بولندا، بينما قرر رومان ديموفسكي زعيم حركة إنديكا ممثلةً بالحزب الوطني الديمقراطي، أن تكون بولندا أكثر تكاملًا وتتكون من مناطق بولندية إثنية أو مُبولَنَة.

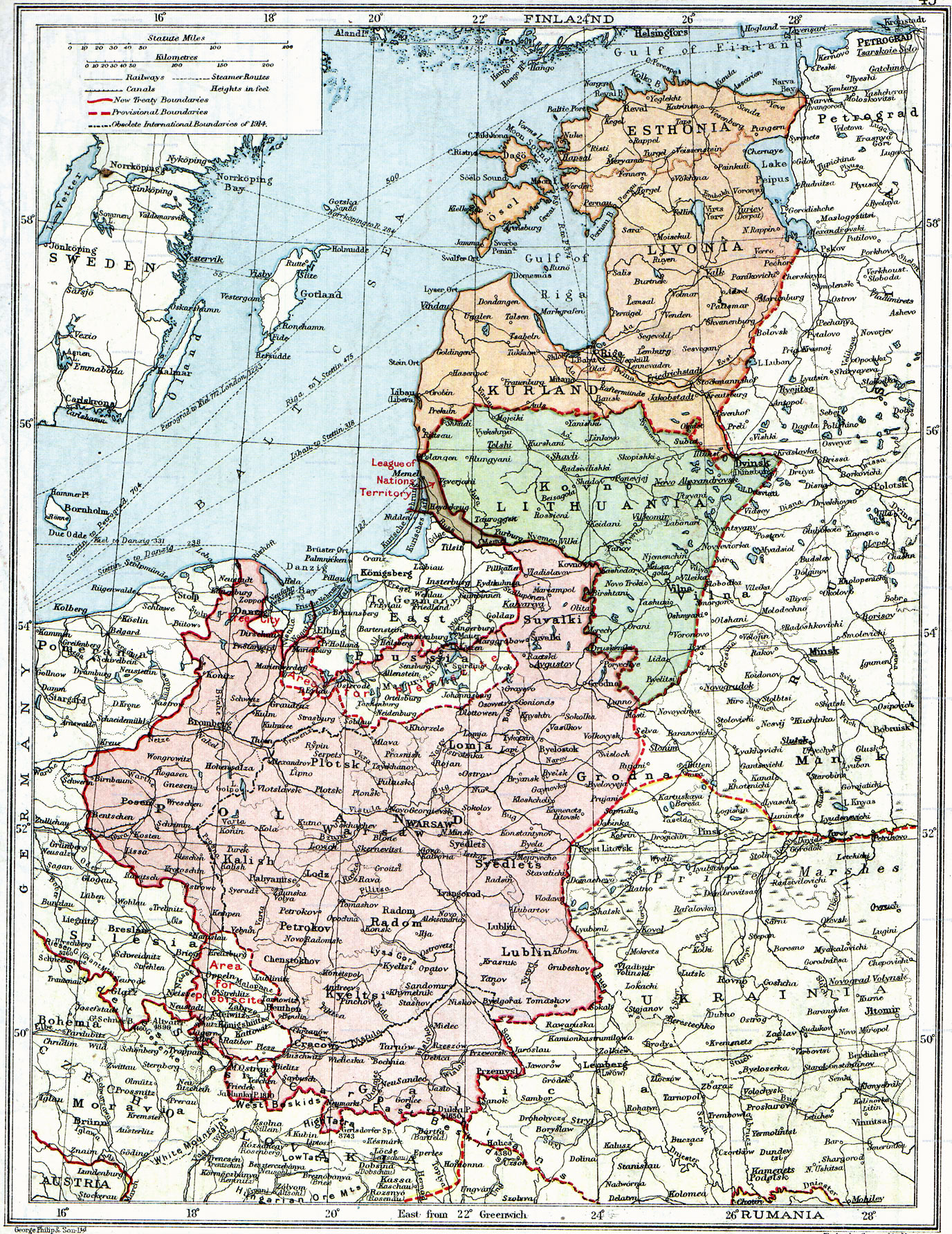
خريطة لبولندا تعود لعام 1920 تظهر وضع بولندا ودول البلطيق مع الحدود الغير محددة فيما بينها بعد معاهدات برست ليتوفسك وفرساي وقبل معاهدة ريغا

إلى الجنوب الغربي، اعترضت بولندا وتشيكوسلوفاكيا على النزاعات الحدودية (انظر زاولزي). والأخطر من ذلك، أن ألمانيا المستاءة كانت تحسد أي خسارة إقليمية لجارتها الشرقية الجديدة. حررت انتفاضة السابع والعشرين من ديسمبر 1918 البولندية بولندا الكبرى. سوّت معاهدة فرساي لعام 1919 الحدود الألمانية البولندية في منطقة البلطيق. أعلِنت مدينة دانزيج الساحلية، ذات الأغلبية الألمانية والأقلية البولندية، مدينةً حرة مستقلة عن ألمانيا، وأصبحت موضع خلاف لعقود. قسم تحكيم التحالف منطقة سيليزيا الصناعية المختلطة عرقيًا والمرغوبة بشدة بين ألمانيا وبولندا، إذ تلقت بولندا الجزء الشرقي الأصغر حجمًا، ولكن المنطقة الأكثر صناعية عام 1922، بعد سلسلة من ثلاث انتفاضات سيليزية.

### الحرب مع الاتحاد السوفيتي
أثبت الصراع العسكري أهمية حدود بولندا في الشرق، وهي المنطقة التي عمّتها الفوضى بسبب تداعيات الثورات الروسية والحرب الأهلية. تصور بيوسودسكي إنشاء اتحاد مع بقية أوكرانيا (بقيادة الحكومة الصديقة البولندية في كييف، التي كان يساعد في تنصيبها) وليتوانيا، وبالتالي تشكيل اتحاد وسط وشرق أوروبا يسمى ميدزيمورزي (تعني حرفيًا بين البحار). رأى لينين، زعيم الحكومة الشيوعية الجديدة في روسيا، بولندا كجسر تمر عليه الشيوعية إلى الطبقة العاملة في ألمانيا غير المنظمة بعد الحرب. وكانت القضية أكثر تعقيدًا إذ اتخذت المناطق المتنازع عليها هويات اقتصادية وسياسية مختلفة منذ التقسيم في أواخر القرن الثامن عشر بينما لم يملك البعض أغلبية بولندية عرقية في المقام الأول ما زال ينظر إليها البولنديون على أنها مناطقهم التاريخية بما أنهم تصوروا بولندا كدولة متعددة الأعراق. في النهاية، انهارت المفاوضات، وأغرقت فكرة بيوسودسكي عن اتحاد ميدزيمورزي. بدلًا من ذلك، قررت حروب مثل الحرب البولندية الليتوانية أو الحرب البولندية الأوكرانية حدود المنطقة على مدى العقدين التاليين.
كانت الحرب البولندية السوفيتية، التي بدأت عام 1919، أهم الحروب الإقليمية. أجرى بيوسودسكي لأول مرة دفعةً عسكرية كبيرة إلى أوكرانيا في عام 1920 وفي مايو وصلت القوات البولندية الأوكرانية إلى كييف. بعد أسابيع قليلة فقط، قوبل الهجوم البولندي بهجوم مضاد سوفيتي، وأجبر الجيش الأحمر القوات البولندية على التراجع. طُردت القوات البولندية من أوكرانيا وأجبرت على العودة إلى قلب بولندا. أشار معظم المراقبين في ذلك الوقت إلى بولندا على أنها متجهة نحو الانقراض والبلشفة، ولكن في معركة وارسو، نظم بيوسودسكي هجومًا مضادًا مذهلًا حقق فيه انتصارًا مشهورًا. أصبحت معجزة فيستولا نصرًا بارزًا في الذاكرة البولندية. استأنف بيوسودسكي الهجوم، وطرد القوات الحمراء شرقًا. في نهاية المطاف، وقع كلا الطرفين، المنهكين، على معاهدة سلام وسطي في ريغا في أوائل 1921 قسمت الأراضي المتنازع عليها في بيلاروسيا وأوكرانيا بين الدولتين. اعتُرف بعمليات الاستحواذ هذه من خلال الاتفاقية الدولية مع الوفاق الثلاثي. أعطت المعاهدة بولندا حدودًا شرقية تتجاوز بكثير ما تصوره صانعو السلام في باريس، وأضافت 4 ملايين أوكراني و2 مليون يهودي ومليون بيلاروسي إلى أقلية بولندا.
في التأريخ السوفيتي، أشير إلى الحرب البولندية السوفيتية أيضًا باسم الحرب ضد البولنديين البيض، إذ يشير لقب البولنديين البيض إلى شخصية بولندا المضادة للثورة في ذلك الوقت، في تشابه مع الحركة البيضاء الروسية.
في عام 1922، في أعقاب الحرب البولندية السوفيتية والحرب البولندية الليتوانية، ضمت بولندا أيضًا وسط ليتوانيا بعد استفتاء لم تعترف به ليتوانيا أبدًا.
أثرت معاهدة ريغا على مصير المنطقة بأسرها في السنوات التالية. وجد الأوكرانيون والبيلاروس أنفسهم بدون دولة أو مقاطعة خاصة بهم، ووجد بعض المتحدثين باللغة البولندية أنفسهم داخل حدود الاتحاد السوفيتي. عانى أولئك البولنديون من التجمع الجماعي القسري وإرهاب الدولة والاضطهاد الديني وعمليات التطهير ومعسكرات العمل والمجاعة. تشكلت الجمهورية البولندية الثانية الناشئة حديثًا، والتي كان ثلث مواطنيها من البولنديين غير العرقيين، وعملت على تعزيز الهوية والثقافة واللغة البولندية على حساب الأقليات العرقية في البلاد التي شعرت بالتغريب من هذه العملية.

## وصلات خارجية
- كومنولث الثقافات المتنوعة: إرث بولندا نسخة محفوظة 24 يونيو 2011 على موقع واي باك مشين. (بالإنجليزية)
- خرائطة قديمة لبولندا (بالإنجليزية)
- الكنيسة الكاثوليكية البولندية وروما (بالإنجليزية)
- العصر الذهبي للسينما البولندية: البريق والتقدم في الأفلام البولندية خلال فترة ما بين الحربين (بالإنجليزية)